# Ferrodimolibdenita
La ferrodimolibdenita és un mineral de la classe dels sulfurs.

## Característiques
La ferrodimolibdenita és un sulfur de fórmula química FeMo₂S₄. Va ser aprovada com a espècie vàlida per l'Associació Mineralògica Internacional en el mes de juny de l'any 2023, i va ser publicada a la revista internacional Mineralogical Magazine per Evgeny V. Galuskin et al. en el mes de novembre de 2024 amb el títol «Ferrodimolybdenite, FeMo³⁺₂S₄ from Daba-Siwaqa, Jordan – the first natural compound of trivalent molybdenum». Cristal·litza en el sistema monoclínic.
L'exemplar que va servir per a determinar l'espècie, el que es coneix com a material tipus, es troba conservat a les col·leccions del Museu Mineralògic Fersmann, de l'Acadèmia de Ciències de Rússia, a Moscou (Rússia), amb el número de registre: 6005/1.

## Formació i jaciments
Va ser descoberta al complex Daba-Siwaqa, dins la Governació d'Amman (Jordània), sent l'únic indret de tot el planeta on ha estat descrita aquesta espècie mineral.